# Andri Deryzemlia
Andri Vasilovich Deryzemlia (en ucraniano: Андрiй Васильович Дериземля; Zhovtneve, 18 de agosto de 1977) es un deportista ucraniano que compitió en biatlón.
Ganó dos medallas en el Campeonato Mundial de Biatlón, en los años 2007 y 2011, y seis medallas en el Campeonato Europeo de Biatlón entre los años 2002 y 2006.
Participó en cinco Juegos Olímpicos de Invierno, entre los años 1998 y 2014, ocupando el séptimo lugar en Turín 2006, el séptimo en Vancouver 2010 y el octavo en Sochi 2014, en la prueba por relevos.
Fue el abanderado de Ucrania en la ceremonia de apertura de los Juegos de Nagano 1998.

## Palmarés internacional
| Campeonato Mundial | Campeonato Mundial      | Campeonato Mundial | Campeonato Mundial |
| Año                | Lugar                   | Medalla            | Prueba             |
| ------------------ | ----------------------- | ------------------ | ------------------ |
| 2007               | Antholz (Italia)        | Medalla de bronce  | Velocidad          |
| 2011               | Janty-Mansisk (Rusia)   | Medalla de plata   | Relevo             |
| Campeonato Europeo |                         |                    |                    |
| Año                | Lugar                   | Medalla            | Prueba             |
| 2002               | Kontiolahti (Finlandia) | Medalla de oro     | Individual         |
| 2003               | Forni Avoltri (Italia)  | Medalla de oro     | Persecución        |
| 2005               | Novosibirsk (Rusia)     | Medalla de oro     | Persecución        |
| 2005               | Novosibirsk (Rusia)     | Medalla de plata   | Velocidad          |
| 2005               | Novosibirsk (Rusia)     | Medalla de plata   | Relevo             |
| 2006               | Langdorf (Alemania)     | Medalla de plata   | Relevo             |